# Siobhán Vernon
Siobhán Vernon   (Macroom, 22 de febrer de 1932 - 18 de setembre de 2002) va ser una matemàtica irlandesa, de soltera Siobhán o Johanna O'Shea. Va ser la primera dona en obtenir un doctorat en matemàtiques a Irlanda.

## Vida i Obra
Va cursar els estudis secundaris al convent de les germanes de la Misericòrdia de la seva vila natal de Macroom, assistint també a l'institut de nois per reforçar les seves matemàtiques. El 1949 va ingressar al University College de Cork (avui federat a la universitat Nacional d'Irlanda), en el qual es va graduar el 1954. A partir de 1952 va ser professora ajudanta Cork. El curs 1962-63 va ser professor visitant al Royal Holloway de Londres i, en retornar a Cork, va obtenir el doctorat el 1964 per articles ja publicats i va ser professora fins que es va retirar el 1988. Durant deu anys, després de casar.se amb el geòleg Peter Vernon, va reduir la seva carga lectiva i de recerca per cuidar dels seus quatre fills.
Va ser autor d'unes poques publicacions en el camp de les series infinites, en particular les trigonomètriques. L'any 2000 va publicar en un llibre sobre matemàtics irlandesos, una documentada biogarfia del seu mestre Paddy Kennedy.